# Oravasaari (ö i Satakunta, Björneborg)
Oravasaari är en ö i Finland.   Den ligger i kommunen Björneborg i den ekonomiska regionen  Björneborgs ekonomiska region  och landskapet Satakunta, i den sydvästra delen av landet, 220 km nordväst om huvudstaden Helsingfors. Oravasaari ligger i sjön Inhottujärvi.